# Alekséi Igudesman
Alekséi Igudesman (Алексей Игудесман en ruso) (San Petersburgo, Rusia, 22 de julio de 1973) es un músico, compositor, director de orquesta, presentador, escritor, actor, director de cine y violinista ruso.

## Biografía
Nacido en Leningrado en el seno de una familia judía, su madre Nina era pianista y profesora de música y su padre Samuel fue violinista en el Cuarteto de la Ópera de Rimsky Korsakov. Tiene un hermano mayor Leonid, es violinista de la Orquesta Sinfónica de San Francisco.
Su familia emigra a Alemania en 1979.
A los 12 años ingresó en el Colegio Yehudi Menuhin en Surrey. De 1989 a 1998 estudió violín con Boris Kuschnir en la Universidad de Música y Arte Dramático de Viena de Viena.
Igudesman ha publicado libros para Universal Edition, entre los que se incluyen Style Workout, The Catchscratch Book y Pigs Can Fly, y demás libros de duetos de violines, Klezmer & More, Celtic & More and Latin & More.
Entre sus obras, se incluyen dos sonatas, la segunda, dedicada a Julian Rachlin. Sus composiciones han sido interpretadas a lo largo del mundo por solistas y orquestas, a menudo con la colaboración de él como director.

## Igudesman & Joo

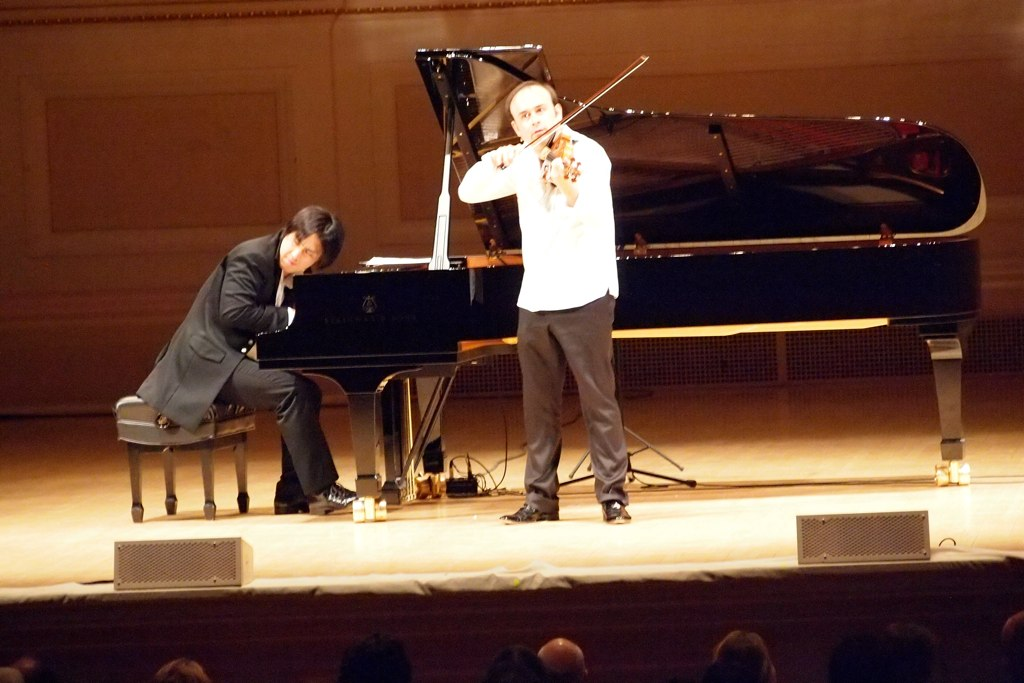
Hyung-ki Joo y Aleksey Igudesman actuando en 2012

En Surrey, Inglaterra conoce a Richard Hyung-ki Joo a los doce años y se hacen amigos y compañeros, más tarde formaría el dúo Igudesman & Joo. En sus actuaciones, combinan la comedia, el humor y la cultura popular con la música clásica, haciendo de este modo el género de manera accesible para el público joven y mayor. Luego de la presentación en 2004 de “A Little Nightmare Music” en Viena, no han parado de dar vueltas al mundo deleitando con sus presentaciones.

## Igudesman & Gürtler
La Alta Orquesta Juvenil de Austria dirigida por Alekséi Igudesman & Sebastian Gürtler compuso una canción que homenajea a Uruguay con letra en español. La canción es parte del proyecto «El Cyber Conductor». 

“Uruguay es el mejor país, mejor que Francia y mejor que París.” 
«Uruguay» de Aleksey Igudesman, 22 de diciembre de 2008.

  En 2013, es invitado junto al pianista Richard Hyung-ki Joo, por primera vez a tocar frente al público uruguayo y a formar parte de una campaña de publicidad turística del país. El tema "Uruguay", se hizo reconocido por la serie para internet Tiranos Temblad, creada por Agustín Ferrando.

## Filmografía
También es actor y director de cine, el 8 de junio de 2012 Igudsman y Sebastian Leitner dirigen y escriben un documental de música, llamado Tierra de Nariz ("Noseland"). 
Ganador de un Premio Doc en 2012, como el Documental Más Entretenido en el Festival de Miami. Cuenta con la participación de Julian Rachlin, Mischa Maisky, John Malkovich y Roger Moore.